# 민족민주혁명당 사건
민족민주혁명당 사건(民族民主革命黨 事件, 약칭 민혁당 사건)은 1999년에 조선민주주의인민공화국의 지령을 받아 대한민국 내에서 지하 정당 활동을 하던 민족민주혁명당을 적발하여, 그 구성원인 김영환, 하영옥, 이석기 등이 국가보안법 위반으로 체포되어 유죄판결을 받은 사건이다.

## 사건 개요
북한은 1980년대 학원가 친북 투쟁을 주도한 주사파 핵심세력을 포섭해 조선노동당에 가입시켜 남한 내 혁명 전위조직으로 민혁당을 구축했다. 이에 따라 김영환, 이석기, 하영옥 등은 1989년 주체사상을 지도이념으로 하는 청년혁명조직인 반제청년동맹을 결성하고, 이후 전국적인 조직사업을 위해 이를 당으로 전환하기로 결정하고 1992년 민혁당을 결성하였다. 이들은 남한 사회를 '식민지 반자본주의사회'로 규정하고, 민족자주권을 쟁취하고 민주주의를 발전시키며 조국을 평화적으로 통일한다는 당면목표 아래, 노동자, 농민,인텔리, 학생, 도시 소시민, 소자본가들을 동력으로 하여 반미 자주화와 반파쇼 민주화를 투쟁노선으로 채택하여, 민족해방인민민주주의혁명(NLPDR)을 달성하는 것을 목표로 하여 활동하였다.
민혁당 중앙위원 김영환은 조선노동당에 가입하고 2차례 밀입북해서 김일성을 만나 공작금을 수령하였으며, 하영옥은 김영환의 권유로 조선노동당에 가입하고 북한훈장을 수여받았다. 민혁당은 김영환, 하영옥, 박아무개(이석기는 나중에 중앙위원이 됨)로 구성된 당 중앙지도부 아래에 도당 성격의 경기남부위원회, 영남위원회, 전북위원회와 지역별위원회(울산, 성남, 부산, 마산·창원), 부문별 사업지도부(청년운동, 통일운동, 시민단체, 학생운동, 수도남부지역)를 두었다.
이석기는 민혁당 경기남부위원회 위원장이었고, 이상규는 수도남부지역을 담당하였으며, 이의엽, 박경순은 민혁당 지역조직인 영남위원회 위원장(부산위원회 및 울산위원회 등)이었으며, 김창현, 방석수는 영남위원회 조직원이었고, 서울대의 애국청년선봉대를 비롯한 학생운동도 민혁당의 지도 하에 있었다.
민혁당의 존재는 1998년 여수에서 격침된 조선민주주의인민공화국 반잠수정에서 하영옥이 간첩과 연락해 왔다는 증거가 나오면서 처음 밝혀졌다. 이후 민혁당 및 이른바 '영남위원회'는 법원에서 반국가단체 또는 이적단체로 인정되었고, 위 사건 관련자들은 국가보안법위반죄로 유죄판결이 선고되어 확정되었다.
서울고법 형사1부는 피고인 이석기에게 징역 2년 6개월을 선고하면서 “민혁당은 김일성 주체사상으로 철저히 무장하고 북한의 대남 혁명전략 전술에 따라 사회주의 사회 건설을 목표로 활동하기 위해 국가를 변란할 목적으로 구성된 반국가단체”라며 “(민혁당을 만든 김영환 씨가 북한과 수시로 연락하며 지침을 받고 상황을 보고하는 등 북한과 연계해 왔던 사실을 인정할 수 있다”고 하면서 이석기에 대해선 “민혁당 경기남부위원장으로 종사했다”고 명시했다.

## 같이 보기
| - 민족해방 (NL: National Liberation) - 전국연합 - 경기동부연합 - 울산연합 - 국가보안법 | - 이석기 - 이석기 내란 선동 사건 - 김영환 |